# Rayl Patzak

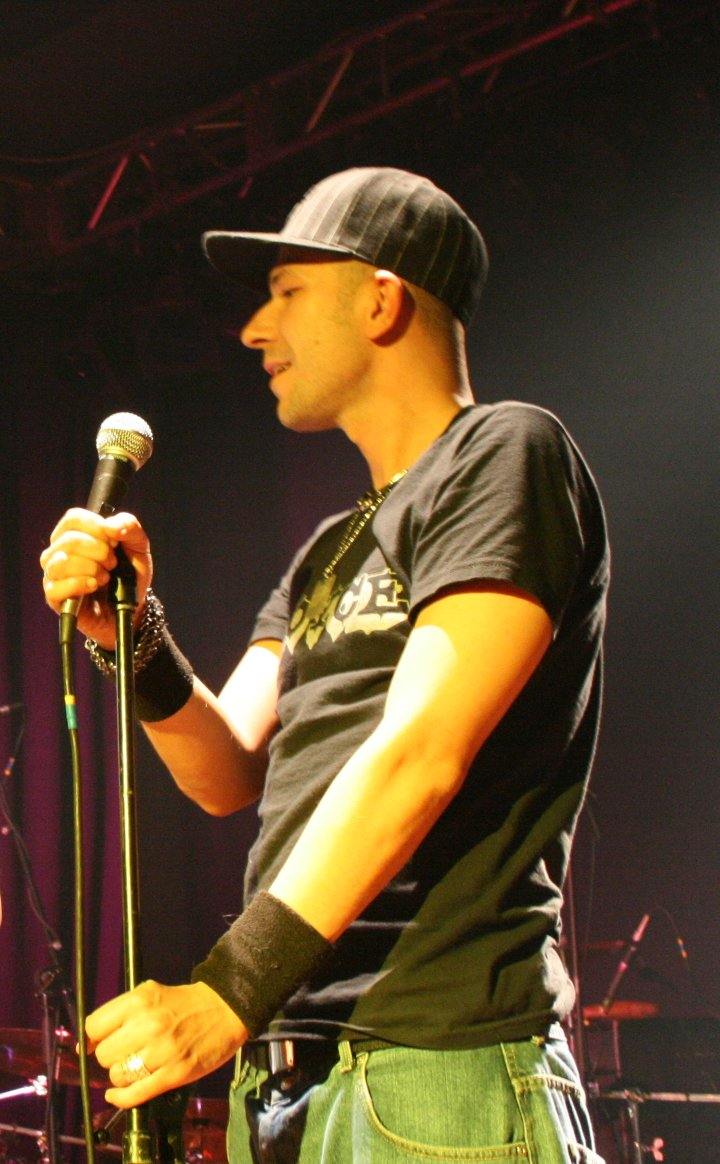
Rayl Patzak beim Grandmaster Slam in St. Gallen

Rayl Patzak (* 1971 in Wasserburg am Inn) ist ein deutscher Electro-DJ, MC, Literaturveranstalter, Autor, Poetry-Slam-Essayist und Slam Master, der vorwiegend mit Ko Bylanzky zusammen arbeitet. Er lebt und arbeitet in München.

## Wirken
Patzak organisiert und moderiert seit 1996, als er sich im ersten Studiensemester befand, monatlich im Münchener Club Substanz den Munichslam, eine Folgeveranstaltung des dortigen Literaturslams des Journalisten Karl Bruckmaier. Nahezu von Beginn an unterstützt ihn dabei sein früherer Schulfreund Ko Bylanzky. Gemeinsam veranstalten sie zusammen auch weitere Poetry-Slam-Veranstaltungen im bayerischen und baden-württembergischen Raum sowie Schüler-Workshops. 1998 und 2006 organisierten die beiden die in München ausgetragenen, deutschsprachigen Poetry-Slam-Meisterschaften.
Von 2001 bis 2005 war Patzak Fachredakteur für internationale junge Lyrik und Slam-Poetry bei DAS GEDICHT. Als „Poetry-Jockey“ („P-Jay“) mit dem Pseudonym R(ayl) Da P-Jay fusioniert er Gedichte und Beats zu Dance-Tracks.
Gemeinsam mit Antje Zelnitschek eröffnete Patzak 2005 im Münchner Volkstheater den Knisterklub, eine monatliche Hörspiel-Erlebniswelt mit Liegemöbeln, besonderer Dekoration und Süßigkeiten, die thematisch zu den Hörspielen passen. Ebenfalls seit 2005 ist er Gastgeber und DJ der Lauschlounge in den Münchner Kammerspielen, einer Poesie-Clubnacht mit Party-Charakter. 2009 legte Patzak, der gerne auch an außergewöhnlichen Orten wie zum Beispiel auf Hochhausdächern oder Hebebühnen spielt, in der Bayerischen Staatsoper auf.

## Auszeichnungen
- 2020: Schwabinger Kunstpreis

## Veröffentlichungen
- K. Bylanzky, R. Patzak (Hrsg.), Poetry Slam: Was die Mikrofone halten. Poesie für das neue Jahrtausend, Ariel-Verlag, 2000 ISBN 978-3-930148-19-6
- K. Bylanzky, R. Patzak, Planet Slam. Das Universum Poetry Slam, yedermann, 2002 ISBN 978-3-935269-20-9
- K. Bylanzky, R. Patzak (Hrsg.), Planet Slam 2. Ein Reiseführer durch die Welten des Poetry Slam, yedermann, 2004 ISBN 978-3-935269-26-1
- K. Bylanzky, R. Patzak (Hrsg.), Europe speaks: The first European Slam & Spoken Word Poetry Compilation (Audiobook), Der gesunde Menschenverstand, 2006 ISBN 978-3-9522993-2-6